# Plano de Canberra
Na filosofia, o Plano de Canberra é um programa contemporâneo de metodologia e análise filosófica que responde a perguntas sobre como o mundo é de acordo com a física. É considerado uma abordagem naturalista na metafísica, que sustenta que a metafísica pode explicar as características do mundo descritas pela física e o que as diferentes classes de crença cotidiana representam. Uma descrição mais detalhada do plano refere-se a ele como uma família de doutrinas que são fundamentadas em uma visão de mundo fisicalista, bem como filosofar a priori para explicar nossos pensamentos sobre nosso mundo conforme revelado pela física.
O Plano de Canberra surgiu na década de 1990 na Universidade Nacional Australiana em Canberra, Austrália. Seus idealizadores foram David Lewis e Frank Jackson. Uma questão importante que ele levanta é o que dizer uma vez que "Acontece que não há nada do qual a teoria a priori seja verdadeira".
Há aqueles que dizem que o Plano de Canberra pode se mostrar insuficiente e inconsistente para identificar efetivamente uma característica ou relação no mundo.